# Everybody Wins
Everybody Wins ist ein US-amerikanisch-britisches Filmdrama aus dem Jahr 1990. Regie führte Karel Reisz, das Drehbuch schrieb Arthur Miller anhand des eigenen Theaterstücks.

## Handlung
Ein prominenter Doktor aus Neuengland wurde ermordet und sein junger Neffe Felix wird des Mordes verdächtigt.
Die Gelegenheitsprostituierte Angela Crispini beauftragt den Privatermittler Tom O’Toole mit der Suche nach Beweisen, die Felix entlasten könnten. Sie sagt O’Toole, dass Felix unschuldig sei und jeder den richtigen Täter kennen würde. O’Toole verliebt sich in Crispini. Darunter leidet seine Beziehung, in der es zu Streitigkeiten kommt.
O’Toole findet heraus, dass Crispini zwei Jahre lang mit dem Staatsanwalt, der entschlossen ist, Felix zum Sündenbock zu machen, zusammen war. Außerdem findet er heraus, dass Jerry den Mord begangen hat.
Crispini erzählt dem Staatsanwalt, dass zahlreiche prominente Ortsbewohner in den Drogenhandel involviert sind.
O’Toole überredet Jerry, alles dem zuständigen Richter zu erzählen. Sie fahren zum Richter – O’Toole im Auto, Jerry auf seinem Motorrad. Unterwegs fährt Jerry auf der falschen Straßenseite, er wird von einem LKW überfahren und getötet. Crispini selbst erzählt dem Richter über die Ereignisse, worauf Felix freigelassen wird. O’Toole bedrängt den Richter, dass er die korrupten Prominenten belangt, was der Richter jedoch ablehnt. Später sieht er Crispini, die den Richter privat besucht.

## Kritiken
Die Londoner Zeitschrift Time Out schrieb, das verfilmte Theaterstück sei eine schwarze Komödie über Fantasien und Korruption. Die Verfilmung sei ein „mutiger Fehlschlag“ („brave failure“). Die im Theaterstück jahrelange Beziehung der Hauptcharaktere habe man gravierend abgeändert.
Das Lexikon des internationalen Films schrieb, der Film sei ein „handwerklich solide inszenierter Krimi, der tiefergehende Themen wie die Problematik von Schuld und Erlösung und das Verhältnis von Realität und Illusion behandeln möchte, ohne diesen Anspruch einlösen zu können“.
Die Deutsche Film- und Medienbewertung FBW in Wiesbaden verlieh dem Film das Prädikat besonders wertvoll.

## Hintergründe
Der Film wurde in Norwich (Connecticut) und in Wilmington (North Carolina) gedreht. Er spielte in den Kinos der USA ca. 1,4 Millionen US-Dollar ein.